# Alban Lafont
Alban Lafont (ur. 23 stycznia 1999 w Wagadugu) – francuski piłkarz występujący na pozycji bramkarza we francuskim klubie FC Nantes.

## Kariera klubowa
Od 2008 szkolił się w szkółce piłkarskiej AS Lattoise. 28 listopada 2015 zadebiutował w drużynie zawodowej Toulouse FC na szczeblu Ligue 1. 
Miał wtedy 16 lat i 309 dni, został najmłodszym bramkarzem Ligue 1 w historii. W latach 2018–2021 grał w Fiorentinie, a następnie został zawodnikiem FC Nantes.
| Sezon   | Klub           | Kraj    | Rozgrywki | Mecze | Bramki | Rozgrywki Europy | Mecze | Bramki |
| ------- | -------------- | ------- | --------- | ----- | ------ | ---------------- | ----- | ------ |
| 2015/16 | FC Toulouse    | Francja | Ligue 1   | 24    | 0      | -                | -     | -      |
| 2016/17 | FC Toulouse    | Francja | Ligue 1   | 36    | 0      | -                | -     | -      |
| 2017/18 | FC Toulouse    | Francja | Ligue 1   | 40    | 0      | -                | -     | -      |
| 2018/19 | ACF Fiorentina | Włochy  | Serie A   | 34    | 0      | -                | -     | -      |
| 2019/20 | FC Nantes      | Francja | Ligue 1   | 27    | 0      | -                | -     | -      |
| 2020/21 | FC Nantes      | Francja | Ligue 1   | 38    | 0      | -                | -     | -      |

Stan na: koniec sezonu 2020/2021

## Kariera w reprezentacji
Lafont grał w młodzieżowych reprezentacjach Francji w wielu kategoriach wiekowych.